# كليفلاند إيتون
كليفلاند إيتون (بالإنجليزية: Cleveland Eaton)‏ هو عازف جاز أمريكي، ولد في 31 أغسطس 1939 في فيرفيلد في الولايات المتحدة.

## وصلات خارجية
- كليفلاند إيتون على موقع ميوزك برينز (الإنجليزية)
- كليفلاند إيتون على موقع أول ميوزيك (الإنجليزية)
- كليفلاند إيتون على موقع ديسكوغز (الإنجليزية)